# Vernonia nummulariifolia
Vernonia nummulariifolia là một loài thực vật có hoa trong họ Cúc. Loài này được (Klatt) Klatt ex Schinz miêu tả khoa học đầu tiên năm 1895.